# Пуцек, Роберт
Роберт Пуцек (род. 1959 г.) — польский переводчик с голландского и английского языков, эссеист.

## Биография
Обучался в Варшаве, выпускник Варшавского университета социологического факультета. По своей специальности не работал, несколько лет трудился докером, десять лет прожил в Амстердаме. По возвращении на родину — в Польшу, начал работать переводчиком, переводить с голландского и английского языков, охотно сотрудничал с газетами, чаще всего — с «Речью Посполитой».
В последние годы прослыл отшельником, так как вот уже восемь лет проживает в одиночестве в заброшенной лесной хижине, где то у самого подножия Светокширских гор.
Удалившись добровольно от мирских хлопот, суеты и цивилизации, Роберт Пуцек начал писать свои книги, погрузился в воспоминания. Стал вести наблюдения за окружающим миром, изучать тайные науки и вести в них диалоги с величайшими писателями, философами и поэтами, стараясь найти путь между Восточной и Западной мыслью.

## Творчество
В своих книгах он очень искусно и умело вплел в повествование фрагменты и отрывки из текстов Аристотеля, Мацуо Басе, Петрарки, Умберто Эко, Лейбница, Шопенгауэра, Цицерона и еще многих философов — мыслителей из прошлого и настоящего. Автор выстроил весьма изящный трактат, который посвящен неоднозначности, многогранности и хрупкости человеческой жизни. Мыслитель обращается к произведениям великих поэтов, писателей, и философов. В них он ищет ответ на вечный вопрос о человеческом существовании. Его личный персональный бестиарий рассказывает о желании, любви, смерти и страдании.
В книге Р. Пуцека «Семнадцать животных» речь идет не только о животных, хотя в ней можно почерпнуть и естественнонаучные знания и проследить цепочку энтомологических рассуждений. Животные в его книге стали символами человеческих пороков и грехов, добра и зла. Роберт Пуцек составил собственный бестиарий, в котором мы можем видеть и вошь, и бизона, и мотылька.

## Награды
Книги Роберта Пуцека «Пауки мистера Роберта» и «Семнадцать животных» были представлены и номинированы на две самые значительные и престижные польские премии:
- Литературная премия г. Гдыня